# Fressies
Fressies é uma comuna francesa na região administrativa de Altos da França, no departamento do Norte. Estende-se por uma área de 4.73 km². Em 2010 a comuna tinha 580 habitantes (densidade: 122,6 hab./km²).